# Кіровська селищна рада (Кіровський район)
Кі́ровська се́лищна ра́да — адміністративно-територіальна одиниця та орган місцевого самоврядування в Іслямтерецькому районі Автономної Республіки Крим. Адміністративний центр — смт Іслям-Терек.

## Загальні відомості
- Територія ради: 5,99 км²
- Населення ради: 7 024 особи (станом на 1 січня 2011 року)

## Населені пункти
Селищній раді підпорядковані населені пункти:
- смт Іслям-Терек

## Склад ради
Рада складається з 30 депутатів та голови.
- Голова ради:
- Секретар ради: Поперечний Володимир Анатолійович

### Керівний склад попередніх скликань
| Прізвище, ім'я, по батькові | Основні відомості                                                | Дата обрання | Дата звільнення |
| --------------------------- | ---------------------------------------------------------------- | ------------ | --------------- |
| Равич Євген Володимирович   | Селищний голова, 1950 року народження, безпартійний              | 26.03.2006   | 31.10.2010      |
| Євсєєв Олександр Іванович   | Селищний голова, 1952 року народження, освіта вища, позапартійна | 31.10.2010   | 11.11.2013      |

Примітка: таблиця складена за даними сайту Верховної Ради України

### Депутати
За результатами місцевих виборів 2010 року депутатами ради стали:

#### За суб'єктами висування
| Суб'єкт висування           | Кількість обраних депутатів | %    |
| --------------------------- | --------------------------- | ---- |
| Партія регіонів             | 14                          | 46,7 |
| Самовисування               | 12                          | 40   |
| Комуністична партія України | 3                           | 10   |
| Партія «Союз»               | 1                           | 3,3  |

#### За округами
| № округу                    | Прізвище, ім'я, по батькові      | Дата визнання обраним | Освіта             | Партійна приналежність                        | Відомості про обраного депутата                                 |
| --------------------------- | -------------------------------- | --------------------- | ------------------ | --------------------------------------------- | --------------------------------------------------------------- |
| Комуністична партія України |                                  |                       |                    |                                               |                                                                 |
| 13                          | Волошина Нелля Кирилівна         | 02.11.2010            | вища               | член Комуністичної партії України             | пенсіонер                                                       |
| 26                          | Троц Василь Петрович             | 02.11.2010            | вища               | член Комуністичної партії України             | пенсіонер                                                       |
| 29                          | Сухарев Олександр Гурійович      | 02.11.2010            | середня            | позапартійний                                 | пенсіонер                                                       |
| Партія регіонів             |                                  |                       |                    |                                               |                                                                 |
| 10                          | Єркіна Людмила Михайлівна        | 02.11.2010            | вища               | позапартійна                                  | приватний підприємець                                           |
| 11                          | Вишнякова Світлана Олексіївна    | 02.11.2010            | вища               | член Партії регіонів                          | Кіровська СЕС, завідувачка баклабораторії                       |
| 12                          | Кольцова Тетяна Василівна        | 02.11.2010            | вища               | член Партії регіонів                          | ВАТ «Укртелеком», заступник начальника Кіровського цеху ТП № 12 |
| 14                          | Сичов Анатолій Володимирович     | 02.11.2010            | вища               | член Партії регіонів                          | Кіровська РДА, заступник голови                                 |
| 15                          | Пругло Сергій Васильович         | 02.11.2010            | вища               | член Партії регіонів                          | Кіровська ДЮСШ, директор                                        |
| 16                          | Жукова Валентина Семенівна       | 02.11.2010            | середня            | член Партії регіонів                          | приватний підприємець, перукар                                  |
| 17                          | Трачук Ганна Степанівна          | 15.11.2010            | вища               | член Партії регіонів                          | дитячій будинок «Орленок», завідуча                             |
| 18                          | Лупачова Надія Петрівна          | 02.11.2010            | середня спеціальна | член Партії регіонів                          | пенсіонер                                                       |
| 19                          | Поперечний Володимир Анатольєвич | 02.11.2010            | вища               | позапартійний                                 | Кіровська селищна рада, юрист                                   |
| 21                          | Новиков Ігор Шотович             | 02.11.2010            | вища               | член Партії регіонів                          | приватний підприємець                                           |
| 23                          | Кузнєцова Ольга Володимирівна    | 02.11.2010            | вища               | член Партії регіонів                          | Кіровська РДА, начальник відділу культури, туризму та спорту    |
| 25                          | Шишов Сергій Михайлович          | 02.11.2010            | вища               | позапартійний                                 | ГУ МНС України в АР Крим, начальник ГУ МНС України в АР Крим    |
| 27                          | Ромашова Олена Геннадіївна       | 02.11.2010            | середня спеціальна | член Партії регіонів                          | Кіровська ЦРЛ, медсестра                                        |
| 30                          | Федорик Олена Вікторівна         | 02.11.2010            | вища               | член Партії регіонів                          | приватний підприємець                                           |
| Партія «Союз»               |                                  |                       |                    |                                               |                                                                 |
| 20                          | Бідний Валерій Володимирович     | 02.11.2010            | середня            | член Партії «Союз»                            | приватний підприємець                                           |
| Самовисування               |                                  |                       |                    |                                               |                                                                 |
| 1                           | Лисенко Володимир Іванович       | 02.11.2010            | вища               | позапартійний                                 | приватний підприємець                                           |
| 2                           | Ереджеп Акім Джемільович         | 02.11.2010            | середня спеціальна | позапартійний                                 | тимчасово не працює                                             |
| 3                           | Аметова Назіфа                   | 02.11.2010            | вища               | позапартійна                                  | приватний підприємець                                           |
| 4                           | Усманова Маїфере Муратовна       | 02.11.2010            | вища               | позапартійна                                  | пенсіонер                                                       |
| 5                           | Дмитрук Тетяна Федорівна         | 02.11.2010            | вища               | позапартійна                                  | ревізійний відділ АР Крим, завідувачка сектору                  |
| 6                           | Топчі Фйдин Ісмаілович           | 02.11.2010            | середня            | позапартійний                                 | приватний підприємець                                           |
| 7                           | Сіденков Геннадій Павлович       | 11.02.2013            | середня спеціальна | член Партії регіонів                          | пенсіонер                                                       |
| 8                           | Ісмаілов Наім Азізович           | 02.11.2010            | вища               | позапартійний                                 | Кіровська РДА, головний фахівець УПСЗН                          |
| 9                           | Шихбаддінов Шеврет Решатович     | 02.11.2010            | вища               | позапартійний                                 | пенсіонер                                                       |
| 22                          | Яг'яєва Мадіна Амірханівна       | 02.11.2010            | середня спеціальна | позапартійна                                  | приватний підприємець                                           |
| 24                          | Сударєва Тамар Іванівна          | 02.11.2010            | середня            | член Всеукраїнського об'єднання «Батьківщина» | ВД ФССНВ, начальник відділення ВД ФССНВ                         |
| 28                          | Терещенко Юлія Вікторівна        | 09.12.2013            | вища               | член Партії регіонів                          | Кіровська райдержадміністрація, начальник загального відділу    |